# Franco Benítez (baloncestista)
Franco Benítez (Posadas, Misiones, 12 de noviembre de 1994) es un baloncestista profesional argentino-paraguayo que se desempeña en la posición de ala-pívot en el Deportivo San José de Paraguay. Es internacional con la selección de baloncesto de Paraguay.

## Trayectoria

### Clubes
| Club                       | País      | Año             |
| -------------------------- | --------- | --------------- |
| Tokio de Posadas           | Argentina | 2012 - 2013     |
| Sionista                   | Argentina | 2013 - 2014     |
| Hindú de Resistencia       | Argentina | 2014 - 2015     |
| Anzorena                   | Argentina | 2015 - 2016     |
| Rocamora                   | Argentina | 2016 - 2017     |
| Central Argentino Olímpico | Argentina | 2017 - 2018     |
| La Unión de Colón          | Argentina | 2018 - 2019     |
| Hispano Americano          | Argentina | 2019            |
| Deportivo San José         | Paraguay  | 2019            |
| Central Argentino Olímpico | Argentina | 2020            |
| Ferro                      | Argentina | 2020 - 2021     |
| Deportivo San José         | Paraguay  | 2021 - Presente |

## Selección nacional
Siendo descendiente de paraguayos, Benítez optó por jugar con la selección de baloncesto de Paraguay. Debutó con el equipo nacional en el torneo de baloncesto masculino de los Juegos Suramericanos de 2022,  donde finalmente obtuvieron la medalla de plata.